# Paralligator
Paralligator is een geslacht van uitgestorven neosuchische Crocodylomorpha, dat leefde tijdens het Laat-Krijt (Cenomanien-Maastrichtien, ongeveer 96 miljoen tot 70 miljoen jaar geleden) in de Bayan Shireh- en Nemegtformaties van wat nu Mongolië is. 

## Soorten
In 1954 benoemde Konzjoekowa de typesoort Paralligator gradilifrons. De geslachtsnaam betekent 'naast de alligator'. De soortaanduiding is een spelfout en had 'gracilifrons' moeten luiden, 'lichtgebouwd voorhoofdsbeen'. Dat kan niet meer gecorrigeerd worden. Het holotype is No. 554-1/1, een schedel met een onderkaak.
In 1954 werd ook Paralligator ancestralis benoemd, de 'voorouderlijke' gebaseerd op holotype PIN 551-29/1, een schedeldak. Paralligator major Efimov, 1981 is gebaseerd op holotype PIN No. 3726/501, een schedeldak. Hiervan is de schedel kennelijk veel groter dan bij de andere soorten, met zo'n zestig centimeter driemaal langer. De paralligatorsoorten delen het kenmerk dat de voorrand van de interne neusgaten, de choanae, ter hoogte van de achterrand van de vensters in de verhemeltebeenderen ligt.
- Paralligator ancestralis Konzhukova, 1954
- Paralligator gradilifrons Konzhukova, 1954
- Paralligator major Efimov 1981

Al deze soorten zijn ook bij Shamosuchus ondergebracht maar dat is omstreden. De situatie is problematisch doordat al het materiaal vrij slecht is en daarom slecht vergelijkbaar.

### Verkeerd toegewezen soorten
Paralligator sungaricus, Sun 1958, beschreven vanuit de Nenjiang-formatie uit het Vroeg-Krijt van de provincie Jilin in China, is gebaseerd op holotype IVPP V 2302 overblijfselen bestaande uit een paar presacrale wervels, dorsale osteodermen, een gedeeltelijk linkerdijbeen en het proximale deel van een linkerscheenbeen en kuitbeen. Het typemateriaal is echter te fragmentarisch om als diagnostisch te worden beschouwd, en de soort is een nomen dubium.